# Jamaikanische Badmintonmeisterschaft
Jamaikanische Meisterschaften im Badminton werden seit 1937 ausgetragen. Sie sind damit die ältesten Titelkämpfe in Mittelamerika. Nach den ersten fünf Auflagen pausierte das Championat jedoch für zwölf Jahre. Mannschaftstitelkämpfe sind seit 1966 dokumentiert, Juniorentitelkämpfe seit 1970.

## Die Titelträger
| Saison    | Herreneinzel      | Dameneinzel           | Herrendoppel                    | Damendoppel                            | Mixed                                |
| --------- | ----------------- | --------------------- | ------------------------------- | -------------------------------------- | ------------------------------------ |
| 1937      | nicht ausgetragen | nicht ausgetragen     | T. Dennison D. S. Barham        | J. P. Harris L. Marshall               | T. Dennison Dennison                 |
| 1938      | Alan Ritchie      | Katon                 | D. F. Campbell W. Uhle          | W. Uhle L. Marshall                    | J. Ritchie M. Utting                 |
| 1939      | Percy Wates       | E. P. Templeton       | D. F. Campbell Carl Beck        | Guilfoyle M. McCormack                 | J. Ritchie M. Utting                 |
| 1940      | Percy Wates       | Pamela Oliver         | Percy Wates Carl Beck           | Elaine Harris F. McPhail               | Carl Beck Elaine Harris              |
| 1941      | Percy Wates       | Elaine Harris         | Percy Wates Patrick Clerk       | Elaine Harris H. Wortley               | Percy Wates Elaine Harris            |
| 1942 1952 | nicht ausgetragen | nicht ausgetragen     | nicht ausgetragen               | nicht ausgetragen                      | nicht ausgetragen                    |
| 1953      | Jim Leslie        | Linley Aitken         | Percy Wates Patrick Clerk       | Maevis Samms Yvonne Rebhan             | Jim Leslie Yvonne Rebhan             |
| 1954      | Jim Leslie        | Greta DaCosta         | Ian Veira Gilbert Alexander     | Greta DaCosta Yola DaCosta             | Ian Veira Sheila Snape               |
| 1955      | Jim Leslie        | Barbara Chang         | Ian Veira Gilbert Alexander     | Sheila Snape Barbara Chang             | Jim Leslie Leslie                    |
| 1956      | Ian Veira         | Barbara Chang         | Ronald Nasralla Richard Roberts | Sheila Snape Barbara Chang             | Danny DaCosta Joyce Nasralla         |
| 1957      | Brendan Clear     | Judy Devlin           | Danny DaCosta Gilbert Alexander | Judy Devlin W. H. Murray White         | Allan Feres Judy Devlin              |
| 1958      | Peter Nichols     | Barbara Tai Tenn Quee | Ronald Nasralla Richard Roberts | Barbara Tai Tenn Quee Sheila Snape     | Peter Nichols Barbara Tai Tenn Quee  |
| 1959      | Brendan Clear     | Barbara Tai Tenn Quee | Danny DaCosta Brendan Clear     | Norma Haddad Sheila Phillips           | Peter Nichols Barbara Tai Tenn Quee  |
| 1960      | Brendan Clear     | Barbara Tai Tenn Quee | Eddie Ziadie Brendan Clear      | Barbara Tai Tenn Quee Terry Lazzari    | Brendan Clear Barbara Tai Tenn Quee  |
| 1961      | Richard Roberts   | Barbara Tai Tenn Quee | Keith Palmer Nigel Casserley    | Norma Haddad Alice Rumsey              | Keith Palmer Alice Rumsey            |
| 1962      | Ernest Hew        | Barbara Tai Tenn Quee | Keith Palmer Nigel Casserley    | Mary Savage Barbara Tai Tenn Quee      | Brendan Clear Barbara Tai Tenn Quee  |
| 1963      | Keith Palmer      | Barbara Tai Tenn Quee | Brendan Clear Ernest Hew        | Barbara Tai Tenn Quee Anna Bradley     | Richard Roberts Anna Bradley         |
| 1964      | Richard Roberts   | Barbara Tai Tenn Quee | Anthony Garcia Richard Roberts  | Barbara Tai Tenn Quee Sheila Phillips  | Keith Palmer Anna Bradley            |
| 1965      | Keith Palmer      | Barbara Tai Tenn Quee | Anthony Garcia Richard Roberts  | Barbara Tai Tenn Quee Sheila Phillips  | Keith Palmer Barbara Tai Tenn Quee   |
| 1966      | Anthony Garcia    | Pauline Laman         | Anthony Garcia Richard Roberts  | Barbara Tai Tenn Quee Sheila Phillips  | Richard Roberts Christine Bennett    |
| 1967      | Anthony Garcia    | Barbara Tai Tenn Quee | Keith Palmer Douglas Bennett    | Barbara Tai Tenn Quee Sheila Phillips  | Keith Palmer Barbara Tai Tenn Quee   |
| 1968      | Anthony Garcia    | Pauline Laman         | Anthony Garcia Richard Roberts  | Barbara Tai Tenn Quee Margaret Parslow | Anthony Garcia Barbara Tai Tenn Quee |
| 1969      | Keith Palmer      | Pauline Laman         | Keith Palmer Geoffrey Haddad    | Jennifer Haddad Beverley Haddad        | Keith Palmer Pauline Laman           |
| 1970      | Keith Palmer      | Jennifer Haddad       | Keith Palmer Geoff Atkinson     | Barbara Tai Tenn Quee Jean Chin Loy    | Keith Palmer Christine Bennett       |
| 1971      | Keith Palmer      | Margaret Parslow      | Anthony Garcia Richard Roberts  | Jennifer Haddad Joan Lyn               | Anthony Garcia Norma Haddad          |
| 1972      | Keith Palmer      | Margaret Parslow      | Keith Palmer Richard Wong       | Jennifer Haddad Joan Lyn               | Keith Palmer Christine Bennett       |
| 1973      | Keith Palmer      | Jennifer Haddad       | Richard Roberts Anthony Garcia  | Jennifer Haddad Norma Haddad           | Richard Wong Margaret Parslow        |
| 1974      | Richard Wong      | Jennifer Haddad       | Richard Roberts Anthony Garcia  | Jennifer Haddad Norma Haddad           | Richard Roberts Jennifer Haddad      |
| 1975      | Richard Wong      | Jennifer Haddad       | Brian Haddad Victor Ziadie      | Margaret Parslow Barbara Lai           | Richard Wong Georgina Hew            |
| 1976      | Richard Wong      | Jennifer Haddad       | Keith Palmer Richard Wong       | Jennifer Haddad Christine Chung        | Richard Wong Jennifer Haddad         |
| 1977      | Keith Palmer      | Jennifer Haddad       | George Hugh Sammy Leyow         | Jennifer Haddad Christine Chung        | George Hugh Maria Leyow              |
| 1978      | Victor Ziadie     | Carol Leyow           |                                 |                                        |                                      |
| 1979      | George Hugh       | Carol Leyow           | Brian Haddad Victor Ziadie      | Carol Leyow Maria Leyow                | George Hugh Maria Leyow              |
| 1980      | George Hugh       | Annette Leyow         | George Hugh Sammy Leyow         | Carol Leyow Maria Leyow                | George Hugh Maria Leyow              |
| 1981      | Robert Richards   | Maria Leyow           | Brian Haddad Noel King          | Judith Ziadie Maria Leyow              | Sammy Leyow Maria Leyow              |
| 1982      | Garth King        |                       | Garth King                      |                                        |                                      |
| 1983      | Robert Richards   |                       | Garth King                      |                                        | Garth King                           |
| 1984      | Robert Richards   |                       |                                 |                                        |                                      |
| 1985      | Garth King        | Maria Leyow           | Garth King Sammy Leyow          | Carol Leyow Maria Leyow                | Garth King Maria Leyow               |
| 1986      | Garth King        | Deborah Binns         | Garth King Robert Richards      | Carol Leyow Jones Maria Leyow          | Garth King Carol Leyow Jones         |
| 1987      | Robert Richards   | Maria Leyow           | George Hugh Sammy Leyow         | Carol Jones Maria Leyow                | Robert Richards Maria Leyow          |
| 1988      | Garth King        | Maria Leyow           |                                 |                                        |                                      |
| 1989      | Robert Richards   | Maria Leyow           | Robert Richards Garth King      | Carol Jones Terry Leyow                | Robert Richards Maria Leyow          |
| 1990      | Robert Richards   | Maria Leyow           | Robert Richards Garth King      | Maria Leyow Christine Leyow            | Robert Richards Maria Leyow          |
| 1991      | Robert Richards   |                       |                                 |                                        |                                      |
| 1992      | Robert Richards   |                       |                                 |                                        |                                      |
| 1993      | Roy Paul jr.      |                       |                                 |                                        |                                      |
| 1994      | Roy Paul jr.      |                       |                                 |                                        |                                      |
| 1995      | Robert Richards   | Terry Leyow           | Kingsley Ford Paul Leyow        | Terry Leyow Shani Bryce                | Paul Leyow Terry Leyow               |
| 1996      | Garth Walker      |                       |                                 |                                        |                                      |
| 1997      | Robert Richards   | Nigella Saunders      |                                 |                                        |                                      |
| 1998      | Robert Richards   |                       |                                 |                                        |                                      |
| 1999      | Robert Richards   |                       |                                 |                                        |                                      |
| 2000      | Laxxon O’Connor   | Nigella Saunders      | Paul Leyow Kingsley Ford        | Christine Leyow-Mayne Terry Walker     | Bradley Graham Nigella Saunders      |
| 2001      | Charles Pyne      |                       |                                 |                                        |                                      |
| 2002      | Bradley Graham    | Nigella Saunders      | Bradley Graham Albert Myles     | Nigella Saunders Terry Walker          | Bradley Graham Nigella Saunders      |
| 2003      |                   |                       |                                 |                                        |                                      |
| 2004      | Bradley Graham    | Shenelle Peart        | Bradley Graham                  |                                        | Bradley Graham                       |
| 2005      | Bradley Graham    | Nigella Saunders      | Charles Pyne Vishwanauth Tolan  | Nigella Saunders Alya Lewis            | Bradley Graham Nigella Saunders      |
| 2006      | Bradley Graham    | Nigella Saunders      | Charles Pyne Vishwanauth Tolan  | Nigella Saunders Alya Lewis            | Bradley Graham Nigella Saunders      |
| 2007      | Charles Pyne      | Nigella Saunders      | Charles Pyne Emelio Mendez      | Nigella Saunders Alya Lewis            | Garron Palmer Tracy Morgan           |
| 2008      | Gareth Henry      | Nigella Saunders      | Vijay Myles Willroy Myles       | Nigella Saunders Geordine Henry        | Gareth Henry Geordine Henry          |
| 2009      | Charles Pyne      | Nigella Saunders      | Daniel Thompson Gareth Henry    | Nigella Saunders Debra O’Connor        | Daniel Thompson Mikaylia Haldane     |
| 2010      | Charles Pyne      | Alya Lewis            | Garron Palmer Gareth Henry      | Kristal Karjohn Christine Leyow-Mayne  | Charles Pyne Christine Leyow-Mayne   |
| 2011      | Bradley Graham    | Debra O’Connor        | Garron Palmer Gerald Isaacs     | Alya Lewis Christine Leyow-Mayne       | Bradley Graham Alya Lewis            |
| 2012      | Gareth Henry      | Katherine Wynter      | Garron Palmer Gareth Henry      | Debra O’Connor Christine Leyow-Mayne   | Gareth Henry Geordine Henry          |
| 2013      | Gareth Henry      | Geordine Henry        | Garron Palmer Gareth Henry      | Katherine Wynter Ruth Williams         | Gareth Henry Geordine Henry          |
| 2014      | Gareth Henry      | Katherine Wynter      | Garron Palmer Gareth Henry      | nicht ausgetragen                      | Gareth Henry Geordine Henry          |
| 2015      | Gareth Henry      | Katherine Wynter      | Anthony McNee Dennis Coke       | Debra O’Connor Christine Leyow-Mayne   | Gareth Henry Geordine Henry          |
| 2016      | Dennis Coke       | Katherine Wynter      | Anthony McNee Dennis Coke       | Katherine Wynter Mikaylia Haldane      | Gareth Henry Geordine Henry          |
| 2017      |                   | Katherine Wynter      | Matthew Lee Gareth Henry        |                                        |                                      |
| 2018      | Gareth Henry      |                       | Matthew Lee Anthony McNee       |                                        |                                      |
| 2019      | Matthew Lee       |                       |                                 |                                        |                                      |
| 2020      | nicht ausgetragen | nicht ausgetragen     | nicht ausgetragen               | nicht ausgetragen                      | nicht ausgetragen                    |
| 2021      | Samuel Ricketts   | Katherine Wynter      | Matthew Lee Joel Angus          | Katherine Wynter Breanna Bisnott       | Matthew Lee Katherine Wynter         |
| 2022 2024 | keine Daten       | keine Daten           | keine Daten                     | keine Daten                            | keine Daten                          |